# Douglas R. Mason
Douglas Rankine Mason (geboren am 26. September 1918 in Hawarden, Flintshire, Wales; gestorben am 8. August 2013 in Bristol, England) war ein britischer Science-Fiction-Autor, bekannt auch unter seinem Pseudonym John Rankine.

## Leben
Seine Eltern waren der Ingenieur Russell Mason und Bertha Mason, geborene Greenwood. Mason besuchte von 1929 bis 1934 die Grammar School in Heywood und danach bis 1937 die King's School in Chester. Von 1937 bis 1939 und danach von 1946 bis 1948 studierte er an der Universität Manchester, wo er mit dem Bachelor abschloss. Während des Zweiten Weltkriegs diente er als Lehrer im Royal Corps of Signals. 1945 heiratete er Mary Norma Eucline Cooper, mit der er zwei Söhne (geboren 1947 und 1957) und zwei Töchter (geboren 1950 und 1961) hatte. Von 1954 bis 1966 war er Schulleiter an der Somerville Junior School, seit 1966 war er Rektor der St. Georges Primary School, beide in Wallasey in Nordwestengland.
1964 veröffentlichte Mason eine erste SF-Kurzgeschichte, Two's Company, die unter dem in der Folge vielfach verwendeten Pseudonym John Rankine in der von John Carnell herausgegebenen Anthologie New Writings in SF 1 erschien. Im folgenden Jahrzehnt zeigte er sich als produktiver Autor von vorwiegend konventionellen Space Operas, darunter der Zyklus mit dem Protagonisten Dag Fletcher, zu dem auch die erste Erzählung gehört. Eine ganze Reihe seiner Romane wurde ins Deutsche übersetzt. Die Übersetzungen erschienen meistens unter dem Autorennamen Douglas R. Mason. Nach 1975 hat Mason kaum mehr SF geschrieben, obwohl 2003 eine letzte Dag-Fletcher-Geschichte und zwei Sammlungen von Erzählungen mit einigen Erstveröffentlichungen älterer Texte erschienen.
1985 zog er nach Grasmere im Laked District, wo er stellvertretender Leiter der dortigen Primary School und Leiter von Grasmere Hall wurde. 2009 erkrankte seine Frau Norma, weshalb das Ehepaar zur Tochter nach Bristol zog. Seine Frau starb im gleichen Jahr. 2013 ist Mason im Alter von 94 Jahren in Bristol gestorben.

## Bibliografie
Die Serien sind nach dem Erscheinungsjahr des ersten Teils geordnet.
Dag Fletcher (Serie, als John Rankine)
- 1 The Blockade of Sinitron: Four Adventures of Dag Fletcher (1966, Sammlung). Enthält:
  - Gone to Earth
  - Blockade of Sinitron
  - Limited Gain
  - Fail Unsafe
- 2 Interstellar Two-Five (1966)
- 3 One Is One (1968)
- 4 The Plantos Affair (1971)
- 5 The Ring of Garamas (1971)
- 6 The Bromius Phenomenon (1973)
- Two's Company (1964, Kurzgeschichte)
- Maiden Voyage (1964, Kurzgeschichte)
- Image of Destruction (1967, Kurzgeschichte)
- Worm in the Bud (1968, Kurzgeschichte)
- The Fletcher Chronicles (2003, Sammlung)
- The Heart of the Flame (2003, Kurzgeschichte)

Space Corporation (Serie, als John Rankine)
- 1 Never the Same Door (1967)
- 2 Moons of Triopus (1968)
  - Deutsch: Die Telepathen-Kolonie. Übersetzt von Leni Sobez. Bastei Lübbe #21079, 1976, ISBN 3-404-00471-X.
- 3 Binary Z (1969)

Space 1999 (Serie, als John Rankine)
- 2 Moon Odyssey (1975)
  - Deutsch: Unbekannte Invasoren. Breitschopf, Wien, München, Zürich 1975, ISBN 3-7004-1093-X.
- 5 Lunar Attack (1975)
- 6 Astral Quest (1975)
- 8 Android Planet (1976)
- 10 Phoenix of Megaron (1976)

Romane
- From Carthage Then I Came (1966, auch als Eight Against Utopia, 1967)
  - Deutsch: Stadt unter Glas. Übersetzt von Hans-Ulrich Nichau. Goldmanns Weltraum Taschenbücher #0107, 1969.
- Landfall Is a State of Mind (1968)
  - Deutsch: Die Odyssee der Zenobia. Übersetzt von Horst Margeit. Kelter Gemini #44, Hamburg 1977
- Ring of Violence (1968)
- The Tower of Rizwan (1968)
  - Deutsch: Der Turm von Rizwan. Übersetzt von Rosemarie Ott. Ullstein 2000 #145 (3502), 1978, ISBN 3-548-03502-7.
- The Janus Syndrome (1969)
  - Deutsch: Das Janus-Syndrom. Übersetzt von Tony Westermayr. Goldmann Science Fiction #0166, 1973, ISBN 3-442-23166-3.
- The Weisman Experiment (1969, als John Rankine)
  - Deutsch: Die Weisman-Idee. Übersetzt von Tony Westermayr. Goldmanns Weltraum Taschenbücher #0119, 1970.
- Matrix (1970)
  - Deutsch: Matrix. Übersetzt von Tony Westermayr. Goldmanns Weltraum Taschenbücher #0120, 1970.
- Satellite 54-Zero (1971)
  - Deutsch: Satellit 54-Null. Übersetzt von Leni Sobez. Bastei Lübbe #21077, 1976, ISBN 3-404-00412-4.
- Dilation Effect (1971)
  - Deutsch: Der Zeit-Effekt. Übersetzt von Leni Sobez. Bastei Lübbe #21069, 1975, ISBN 3-404-00300-4.
- Horizon Alpha (1971)
  - Deutsch: Der Rebell von Metropolis. Übersetzt von Hannelore Eilsen.  Bastei Lübbe Science Fiction Taschenbuch #13, 1972.
- The Resurrection of Roger Diment (1972)
  - Deutsch: Diktatur der Androiden. Übersetzt von Bodo Baumann. Bastei Lübbe Science Fiction Taschenbuch #30, 1973, ISBN 3-404-00147-8.
- The Phaeton Condition (1973)
- Operation Umanaq (1973, als John Rankine)
  - Deutsch: Operation Eiszeit. Übersetzt von Leni Sobez. Bastei Lübbe #21083, 1976, ISBN 3-404-05199-8.
- The End Bringers (1973)
  - Deutsch: Das Paradies der Roboter. Übersetzt von Leni Sobez. Bastei Lübbe #21058, 1974, ISBN 3-404-04945-4.
- The Fingalnan Conspiracy (1973, als John Rankine)
- Pitman’s Progress (1976)
- The Omega Worm (1976)
- Euphor Unfree (1977)
- The Thorburn Enterprise (1977, als John Rankine)
- Mission to Pactolus R (1978)
- The Vort Programme (1979, als John Rankine)
- Last Shuttle to Planet Earth (1980, als John Rankine)
- The Star of Hesiock (1980, als John Rankine)
- The Typhon Intervention (1981)
- Forgotten Rocket (2002, als John Rankine)
- The Darkling Plain (2003)

Sammlungen
- Tuo Yaw: The Collection (2003)
- BAZOZZ ZZZ DZZ: And Other Short Stories (2003)

Kurzgeschichten
- Folly to Be Wise (1966)
- Pattern As Set (1966, als John Rankine)
- Six Cubed Plus One (1966, als John Rankine)
- The Man Who Missed the Ferry (1966)
- Seventh Moon (1966, als John Rankine)
- Flight of a Plastic Bee (1967, als John Rankine)
- There Was This Fella ... (1967)
- Squared Out with Poplars (1967)
- The Peacemakers (1968, als John Rankine)
- Locust Years (1968)
- All Done by Mirrors (1969)
- Moonchip (1969, als John Rankine)
- Dinner of Herbs (1970)
- Rejection Syndrome (1970)
- Second Run at the Data (1971, als John Rankine)
- Algora One Six (1972)
- The Castoffs (1972)
- Link (1973, als John Rankine)
- „Right Bloody Lucky, Harry“, Said the Straight Man. (2003)
- 4096 (2003)
- Get a Shift on Taffy (2003)
- Special Delivery (2003)
- Sunday Painter (2003)
- The Day the Zombies Kicked it Out of the Ground (2003)
- Tuo Yaw (2003)
- What was Barbara Like Then? (2003)